# Mykola Skrypnyk

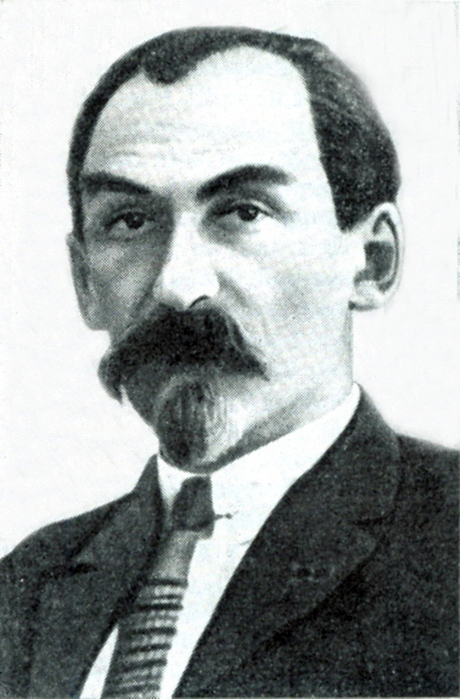
Mykola Skrypnyk

Mykola Oleksijowytsch Skrypnyk (* 13. Januarjul. / 25. Januar 1872greg. in Jassynuwata, Gouvernement Jekaterinoslaw, Russisches Kaiserreich; † 7. Juli 1933 in Charkiw, Ukrainische SSR) war ein ukrainisch-sowjetischer Politiker und 1918 Regierungschef und Außenminister der provisorischen Arbeiter- und Bauernregierung der Ukraine.

## Lebenslauf
Skrypnyk wurde in Jassynuwata in der heutigen ukrainischen Oblast Donezk als Sohn eines Bahnarbeiters geboren. Er war ab 1898 Mitglied der SDAPR und ab Mai 1917 der Bolschewiki. Am 4. März 1918 wurde er Außenminister der sowjetischen Regierung der Ukraine und Regierungschef. Er hatte diese Ämter bis zum 17. November 1918 inne. In den 1920er Jahren bis 1933 war er Volkskommissar in unterschiedlichen Bereichen in der UdSSR und vom 23. Februar 1933 bis zu seinem Tod war er Stellvertretender Vorsitzender des Rates der Volkskommissare der ukrainischen SSR und Vorsitzender des Gosplan.
Von 1928 an war er Mitglied der Akademie der Wissenschaften der Weißrussischen SSR und ab dem 29. Juni 1929 Mitglied der Ukrainischen Akademie der Wissenschaften.
Kurz vor seinem Tod wurde er mit Vorwürfen wie „er habe den Leninismus verzerrt“ konfrontiert. Als er am 7. Juli 1933 erneut Fragen zu den Vorwürfen in einer Sitzung des Politbüros in Charkiw beantworten sollte, verließ er den Saal und erschoss sich in seinem eigenen Büro. Er wurde in Charkiw beerdigt.

## Ehrungen
Skrypnyk war Träger des Rotbannerordens und des Ordens des Roten Banners der Arbeit.